# (465) Alekto
(465) Alekto – planetoida z pasa głównego asteroid okrążająca Słońce w ciągu 5 lat i 157 dni w średniej odległości 3,09 j.a. Została odkryta 13 stycznia 1901 roku w Landessternwarte Heidelberg-Königstuhl w Heidelbergu przez Maxa Wolfa. Nazwa planetoidy pochodzi od Alekto, jednej z erynii w mitologii greckiej. Przed jej nadaniem planetoida nosiła oznaczenie tymczasowe (465) 1901 FW.